# 自生系统论
自生系统论 这个概念表达了结构与功能的互补性。这个概念最先为智利的生物学家弗朗西斯克·瓦雷拉（Francisco Varela）和洪贝尔托·梅图拉纳（Humberto Maturana）于20世纪70年代所提出。更准确地说，这个术语指的是非均衡的动态结构。
自生系统论的思想方法影响了当代许多学科领域，比如说尼克拉斯·卢曼（Nicklas Luhmann）将其引入社会学的研究。这个学说经过德国司法教授衮特·图博纳（Guenther Teubner）的发展，更趋成熟。
动力系统
洛施密特悖论
非平衡態熱力學
耗散系統
生命起源